# Dorfkirche Nieden

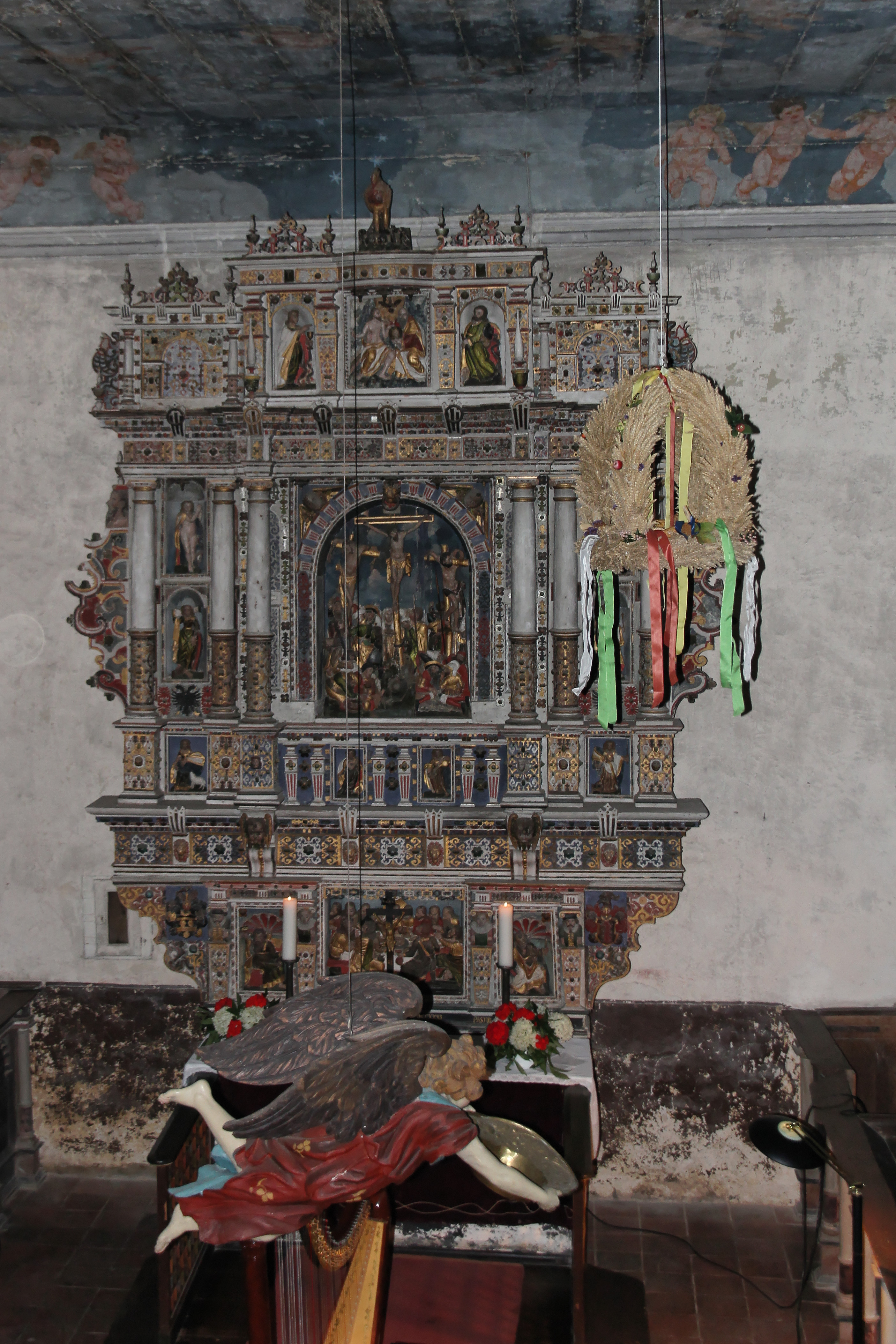
Altar der Dorfkirche Nieden

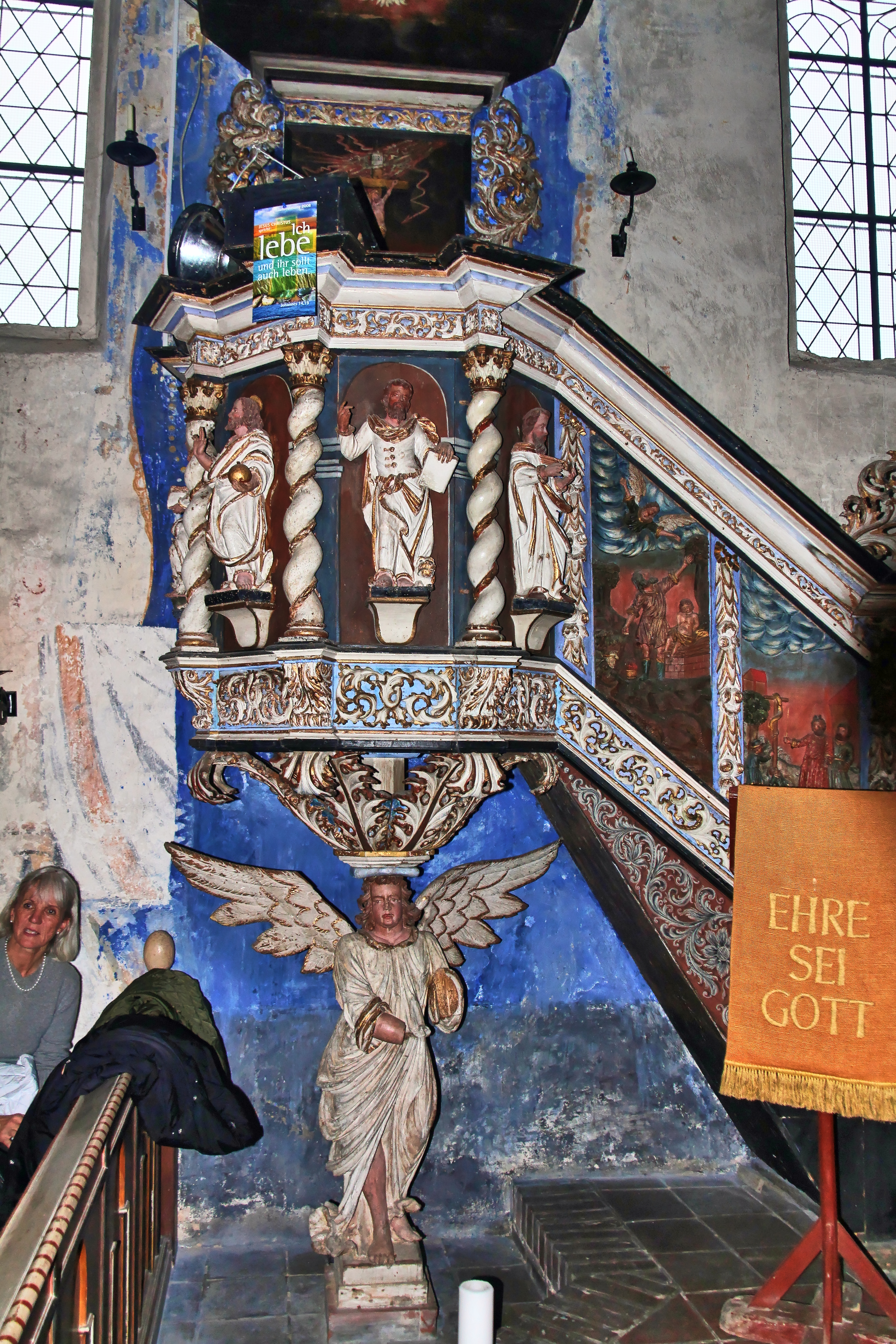
Kanzel

Die evangelische Dorfkirche Nieden ist eine frühgotische Saalkirche in Nieden im Landkreis Vorpommern-Greifswald in Mecklenburg-Vorpommern. Sie gehört zur Kirchengemeinde Nieden im Kirchenkreis Uckermark der Evangelischen Kirche Berlin-Brandenburg-schlesische Oberlausitz.

## Geschichte und Architektur
Die Kirche ist ein stattlicher Feldsteinbau vom Ende des 13. Jahrhunderts und steht auf einem Friedhof mit Feldsteinmauer, auf dem sich auch die Familiengrabstätte derer von Winterfeld mit Leichenhalle befindet. Von einer Erneuerung im 18. Jahrhundert stammen das Mansarddach und der Westturm mit Fachwerkobergeschoss und geschweifter Haube. Das Bauwerk wurde in den Jahren 1909/1911 durch Bruno Taut renoviert, wobei Teile der Ausstattung wie die Empore und das Gestühl umgestaltet und teils neu gefasst wurden. Die Voutendecke wurde damals durch Franz Mutzenbecher mit Engeln und Festons bemalt.
In einer spitzbogigen Wandnische ist eine Wandmalerei  aus der Mitte des 15. Jahrhunderts mit einer Darstellung des heiligen Georg im Kampf mit dem Drachen erhalten.

## Ausstattung
Hauptstück der Ausstattung ist ein prächtiger hölzerner Altaraufsatz mit der Jahreszahl 1618. Der schmuckreiche architektonische Aufbau ist mit Beschlagwerksornamenten versehen und zeigt im säulenflankierten Mittelfeld die Kreuzigung als Relief und in den seitlichen ebenfalls säulenflankierten Nischen Figuren der Tugenden, weiterhin Reliefs von Abendmahl in der Predella und der Dreieinigkeit im Altarauszug.
Die Kanzel aus dem Jahr 1710 wurde vom Hofbildhauer Rosengarten aus Stettin geschaffen und ist mit geschnitztem Akanthusornamenten verziert. Am Korb sind Christus und die Evangelisten als Figuren dargestellt, am Aufgang die Opferung Isaaks und die Eherne Schlange als Reliefs; als Kanzelträger dient eine Engelsfigur. 
Zu Seiten des Altars ist das Pastoren- und Patronatsgestühl mit bemalten Rückwänden aus der ersten Hälfte des 18. Jahrhunderts aufgestellt. Das barocke Gestühl und die Westempore wurden um 1800 geschaffen und ornamental bemalt. 
Ein Taufengel des 18. Jahrhunderts ist als Kopie erhalten. Ein silberner Kelch stammt von 1693, eine Taufschale aus Messing von 1691 und ein Kronleuchter sowie vierzehn Wandleuchter ebenfalls von Messing aus dem 18. Jahrhundert. Die Orgel ist ein Werk von Barnim Grüneberg aus dem Jahr 1871 mit neun Registern auf zwei Manualen und Pedal.
Drei Glocken sind erhalten, darunter eine gesprungene Glocke von Meister Laurentius aus der zweiten Hälfte des 14. Jahrhunderts im Ton a1±0 und eine von Lutke Rose aus Bielefeld aus dem Jahr 1514 im Ton a1+7,5, eine dritte Glocke mit dem Ton f2-3,5 wurde 1649 von Franziskus Dubois aus Friedland gegossen.